# أرلينغتون (فيرمونت)
أرلينغتون (بالإنجليزية: Arlington, Vermont)‏ هي بلدة تقع بولاية فيرمونت في الولايات المتحدة. تبلغ مساحتها 109.9 (كم²)، وترتفع عن سطح البحر 177 م، بلغ عدد سكانها 2397 نسمة في عام 2000 حسب إحصاء مكتب تعداد الولايات المتحدة وتصل الكثافة السكانية فيها 21.8 نسمة/كم2.

## المناخ
يظهر الجدول التالي التغييرات المناخية على مدار السنة لأرلينغتون:
| البيانات المناخية لـأرلينغتون | البيانات المناخية لـأرلينغتون | البيانات المناخية لـأرلينغتون | البيانات المناخية لـأرلينغتون | البيانات المناخية لـأرلينغتون | البيانات المناخية لـأرلينغتون | البيانات المناخية لـأرلينغتون | البيانات المناخية لـأرلينغتون | البيانات المناخية لـأرلينغتون | البيانات المناخية لـأرلينغتون | البيانات المناخية لـأرلينغتون | البيانات المناخية لـأرلينغتون | البيانات المناخية لـأرلينغتون | البيانات المناخية لـأرلينغتون |
| الشهر                         | يناير                         | فبراير                        | مارس                          | أبريل                         | مايو                          | يونيو                         | يوليو                         | أغسطس                         | سبتمبر                        | أكتوبر                        | نوفمبر                        | ديسمبر                        | المعدل السنوي                 |
| ----------------------------- | ----------------------------- | ----------------------------- | ----------------------------- | ----------------------------- | ----------------------------- | ----------------------------- | ----------------------------- | ----------------------------- | ----------------------------- | ----------------------------- | ----------------------------- | ----------------------------- | ----------------------------- |
| متوسط درجة الحرارة الكبرى °م  | −1.9                          | 0.9                           | 4.9                           | 12.4                          | 18.8                          | 24.1                          | 25.8                          | 25.1                          | 20.9                          | 14.1                          | 7.7                           | 1.3                           | 12.9                          |
| المتوسط اليومي °م             | −7.2                          | −5.3                          | −1.0                          | 5.9                           | 11.9                          | 16.9                          | 19.2                          | 18.3                          | 13.8                          | 7.7                           | 2.7                           | −3.4                          | 6.7                           |
| متوسط درجة الحرارة الصغرى °م  | −12.5                         | −11.6                         | −6.9                          | −0.6                          | 5.5                           | 9.8                           | 12.5                          | 11.7                          | 6.8                           | 1.3                           | −2.3                          | −8.2                          | 0.5                           |
| الهطول مم                     | 86.4                          | 71.1                          | 91.4                          | 88.9                          | 109.2                         | 119.4                         | 116.8                         | 111.8                         | 96.5                          | 109.2                         | 101.6                         | 101.6                         | 1٬201٫4                       |
| متوسط تساقط الثلوج سم         | 49.8                          | 42.2                          | 33.0                          | 10.4                          | —                             | —                             | —                             | —                             | —                             | 1.5                           | 10.2                          | 43.7                          | 190.8                         |
| متوسط درجة الحرارة الكبرى °ف  | 28.6                          | 33.6                          | 40.8                          | 54.3                          | 65.8                          | 75.4                          | 78.4                          | 77.2                          | 69.6                          | 57.4                          | 45.9                          | 34.3                          | 55.2                          |
| المتوسط اليومي °ف             | 19.0                          | 22.5                          | 30.2                          | 42.6                          | 53.4                          | 62.4                          | 66.6                          | 64.9                          | 56.8                          | 45.9                          | 36.9                          | 25.9                          | 44.1                          |
| متوسط درجة الحرارة الصغرى °ف  | 9.5                           | 11.1                          | 19.6                          | 30.9                          | 41.9                          | 49.6                          | 54.5                          | 53.1                          | 44.2                          | 34.3                          | 27.9                          | 17.2                          | 32.9                          |
| الهطول إنش                    | 3.40                          | 2.80                          | 3.60                          | 3.50                          | 4.30                          | 4.70                          | 4.60                          | 4.40                          | 3.80                          | 4.30                          | 4.00                          | 4.00                          | 47.30                         |
| متوسط تساقط الثلوج إنش        | 19.6                          | 16.6                          | 13.0                          | 4.1                           | —                             | —                             | —                             | —                             | —                             | 0.6                           | 4.0                           | 17.2                          | 75.1                          |
| متوسط أيام هطول الأمطار       | 14.7                          | 11.2                          | 13.5                          | 12.6                          | 14.3                          | 13.3                          | 12.6                          | 11.8                          | 11.0                          | 12.3                          | 12.9                          | 14.7                          | 154.9                         |
| متوسط الأيام المثلجة          | 10.6                          | 8.7                           | 7.3                           | 2.3                           | —                             | —                             | —                             | —                             | —                             | 0.4                           | 3.0                           | 9.0                           | 41.3                          |
| المصدر:                       |                               |                               |                               |                               |                               |                               |                               |                               |                               |                               |                               |                               |                               |

## أعلام
- جونيوس بروتوس ستيرنز
- دوروثي كانفيلد فيشر
- أغسطس يونغ
- تشيك إيفانز
- لوروا لورانس

## وصلات خارجية
- The US50 - Cities and Towns in Vermont State
- Vermont Cities and Towns, Facts, Map, Flag, Colleges, Government, and More